# Џон Спенсер (играч снукера)
Џон Спенсер (енгл. John Spencer; 18. септембар 1935 — 11. јул 2006) био је енглески професионални играч снукера. 
Био је први победник Светског првенства у снукеру које је одржано у позоришту Крусибл у Шефилду 1977. године. Још два пута је освајао титуле светског првака (1969. и 1971). Био је први победник Мастерса и Мастерса у Ирској (оба 1975). Први играч који је направио 147 максимални брејк у такмичењу.
Преминуо је 11. јула 2006. године у болници у Болтону у 70. години.